# Перелік атак на території Криму в ході російсько-української війни
У цьому переліку наведені усі задокументовані атаки (а також ймовірні атаки) які були здійснені на території Автономної Республіки Крим, Севастопольської міської ради та в акваторії поруч після початку повномасштабного вторгнення 24 лютого 2022 року.
| атака без загиблих |
| атака з загиблими  |

## Перелік

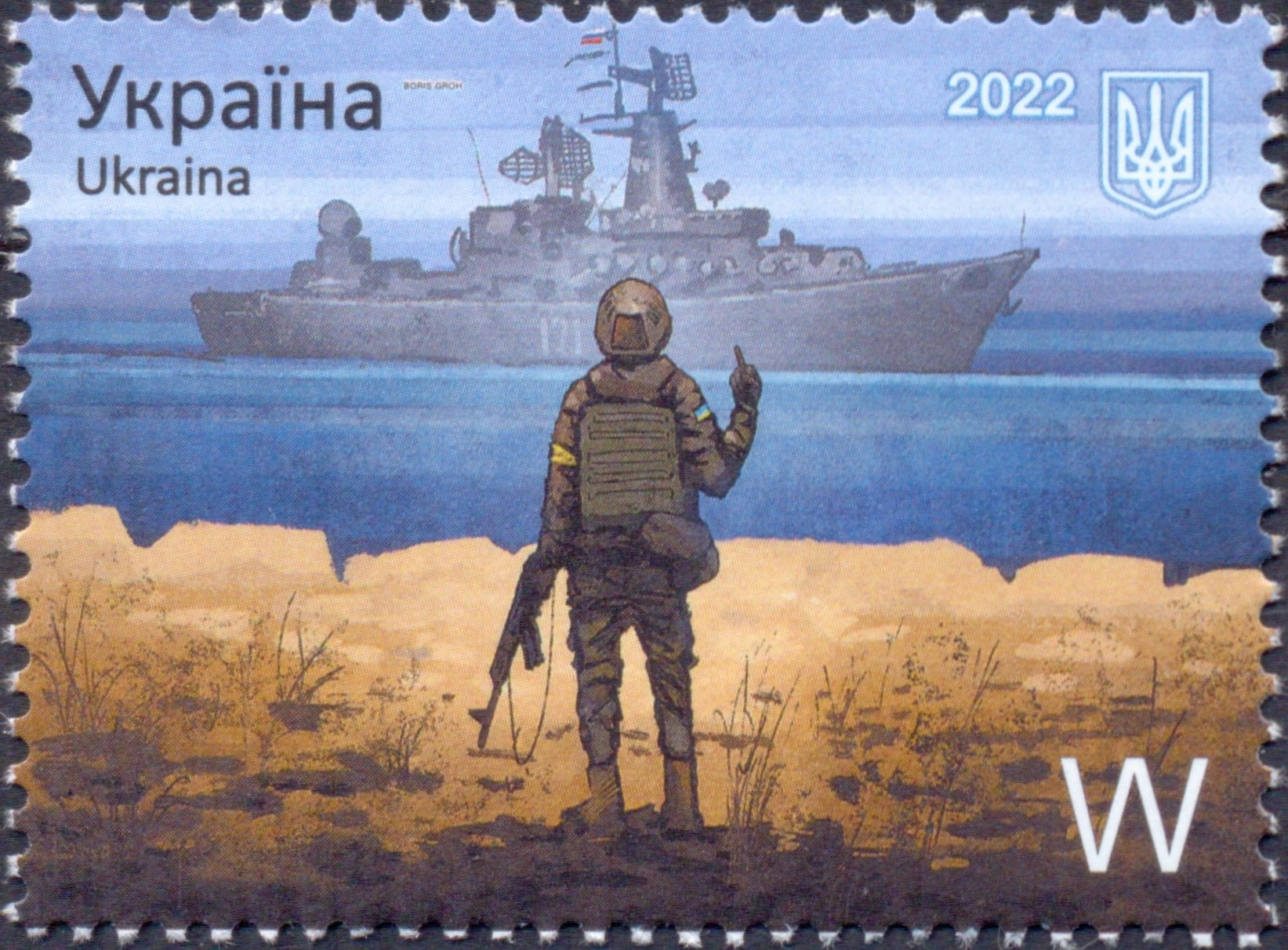
Пам'ятна поштова марка присвячена знищенню крейсера «Москва»
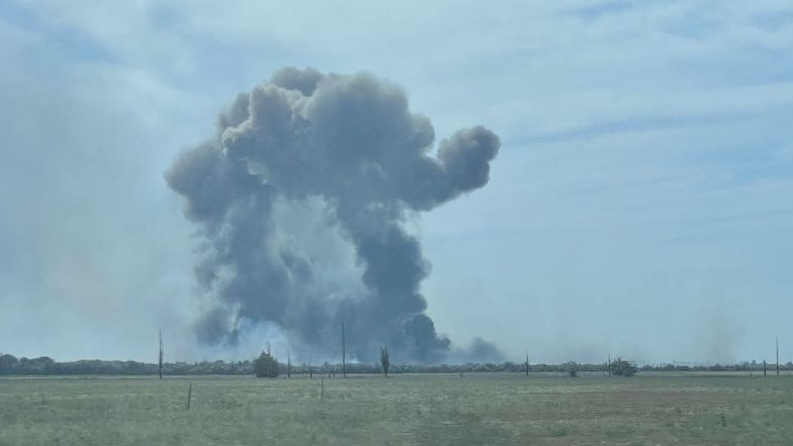
вибухи на авіабазі «Саки» 9 серпня 2022
вибух на мосту через Керченську протоку 8 жовтня 2022
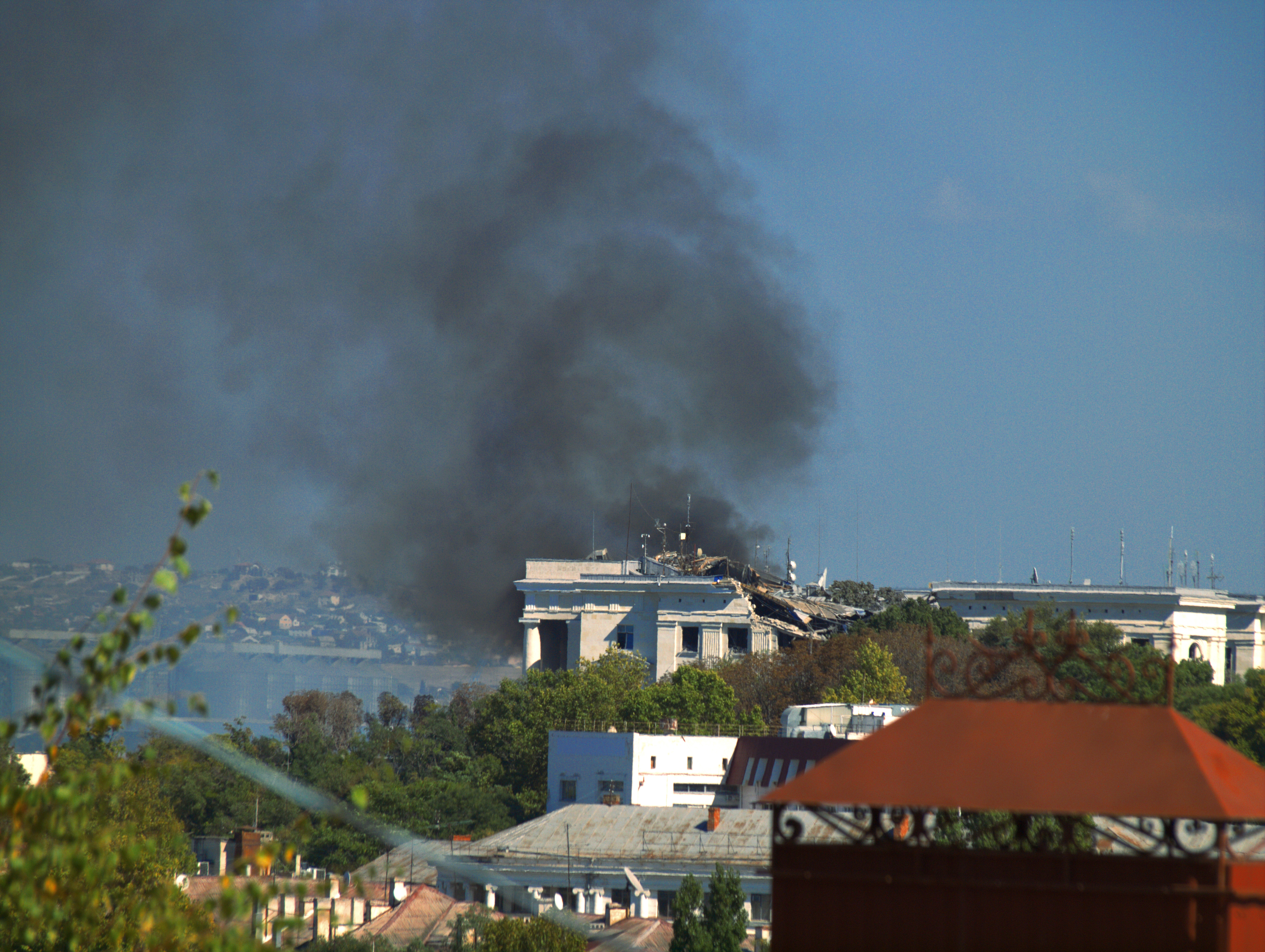
наслідки атаки по штабу Чорноморського флоту ВМФ Росії ракетами Storm Shadow 22 вересня 2023

### Атаки
| дата       | місце                               | тип атаки                         | влучання | жертви                                                        |
| ---------- | ----------------------------------- | --------------------------------- | --- | ------------------------------------------------------------- |
| 31.07.2022 | Севастополь                         | БпЛА                              | заявлено про атаку БпЛА на штаб Чорноморського флоту ВМФ Росії у Севастополі                                                           | —                                                             |
| 09.08.2022 | Новофедорівка                       | не встановлено                    | щонайменше 5 Су-24М/Су-24МР та 5 Су-30СМ були знищені внаслідок удару по авіабазі «Саки»                                               | відомо про загиблих                                           |
| 16.08.2022 | Майське                             | не встановлено                    | зафіксовано вибухи на складі боєприпасів                                                                                               | —                                                             |
| 20.08.2022 | Севастополь                         | БпЛА                              | заявлено про атаку БпЛА на штаб Чорноморського флоту ВМФ Росії у Севастополі                                                           | —                                                             |
| 20.08.2022 | Євпаторійський р-н                  | БпЛА                              | зафіксовано спробу атаки БпЛА | —                                                             |
| 21.08.2022 | аеропорт Бельбек                    | БпЛА                              | зафіксовано спробу атаки БпЛА | —                                                             |
| 23.08.2022 | Севастополь                         | БпЛА                              | зафіксовано спробу атаки БпЛА | —                                                             |
| 28.08.2022 | мис Фіолент                         | БпЛА                              | зафіксовано спробу атаки БпЛА | —                                                             |
| 22.09.2022 | Джанкой                             | БпЛА                              | зафіксовано спробу атаки БпЛА | —                                                             |
| 22.09.2022 | Нижньогірський р-н                  | БпЛА                              | зафіксовано спробу атаки БпЛА | —                                                             |
| 08.10.2022 | Керченська протока                  | вибух вантажівки                  | вибух на мосту через Керченську протоку, рух не був повністю відновлений до 5 травня 2023                                              | 3 загиблих, поранені                                          |
| 27.10.2022 | Севастополь                         | БпЛА                              | заявлено про атаку БпЛА на Балаклавську ТЕС                                                                                            | —                                                             |
| 29.10.2022 | Севастополь                         | БпЛА/безпілотний надводний апарат | атака безпілотними брандерами, відомо про пошкодження тральщика «Іван Голубець» та бономережевого загородження у бухті Південна        | —                                                             |
| 22.11.2022 | Севастополь                         | БпЛА                              | зафіксовано спробу атаки БпЛА | —                                                             |
|            |                                     |                                   | |                                                               |
| 23.02.2023 | Бахчисарайський р-н                 | детонація                         | відомо про підрив частини металевого залізничного полотна                                                                              | —                                                             |
| 04.03.2023 | авіабаза «Гвардійське»              | БпЛА                              | зафіксовано спробу атаки БпЛА | —                                                             |
| 20.03.2023 | Джанкой                             | не встановлено                    | зафіксовано вибухи, заявлено про знищення російських крилатих ракет «Калібр» під час їхнього транспортування залізницею                | відомо про поранених                                          |
| 22.03.2023 | Севастополь                         | безпілотний надводний апарат      | зафіксовано спробу атаки, відомо про пошкодження бономережевого загородження у бухті                                                   | —                                                             |
| 08.04.2023 | Феодосія                            | не встановлено                    | відомо про спробу атаки БпЛА чи ракети                                                                                                 | —                                                             |
| 24.04.2023 | Севастополь                         | безпілотний надводний апарат      | зафіксовано спробу атаки надводними безпілотними апаратами                                                                             | —                                                             |
| 29.04.2023 | Севастополь                         | БпЛА                              | відомо про вибух і пожежу на нафтобазі                                                                                                 | —                                                             |
| 07.05.2023 | Севастополь                         | БпЛА                              | зафіксовано спробу атаки БпЛА | —                                                             |
| 18.05.2023 | Сімферопольський р-н                | детонація                         | відомо про підрив частини металевого залізничного полотна                                                                              | —                                                             |
| 22.06.2023 | межа Херсонської області та АР Крим | Storm Shadow                      | відомо про влучання у автомобільний міст між Херсонською областю та АР Крим                                                            | —                                                             |
| 09.07.2023 | Керченська протока                  | ракета 5В28                       | заявлено про спробу ракетної атаки на міст через Керченську протоку                                                                    | —                                                             |
| 17.07.2023 | Керченська протока                  | безпілотний надводний апарат      | вибух на мосту через Керченську протоку, внаслідок чого рух частково обмежений рух                                                     | 2 загиблих, поранені                                          |
| 19.07.2023 | Кринички                            | не встановлено                    | відомо про вибухи і детонацію на Старокримському полігоні, евакуйовано людей із чотирьох сусідніх населених пунктів                    | —                                                             |
| 22.07.2023 | Октябрське                          | БпЛА                              | відомо про вибухи і детонацію в районі авіабази «Октябрське», пожежу в районі залізничної станції «Елеваторна»                         | 12 загиблих, поранені                                         |
| 22.07.2023 | Красногвардійський р-н              | не встановлено                    | відомо про вибухи і пожежу на нафтобазі, організовано евакуацію населення в радіусі 5 км                                               | —                                                             |
| 22.07.2023 | АР Крим                             | ракетний удар                     | згідно не підтвердженої інформації відбувся ракетний удар по військовій інфраструктурі                                                 | —                                                             |
| 24.07.2023 | Джанкойський р-н                    | ракета Storm Shadow               | зафіксовано вибухи, відомо про пожежу і детонації на складі боєприпасів, оголошено про евакуацію населення у радіусі 5 км              | —                                                             |
| 28.07.2023 | Козача бухта                        | не встановлено                    | українською стороною заявлено про влучання у склад боєприпасів                                                                         | —                                                             |
| 29.07.2023 | межа Херсонської області та АР Крим | ракета Storm Shadow               | відомо про влучання у залізничний міст між Херсонською областю та АР Крим                                                              | —                                                             |
| 01.08.2023 | Севастополь                         | не встановлено                    | зафіксовано вибухи | —                                                             |
| 02.08.2023 | АР Крим                             | ракета Storm Shadow               | заявлено про перехоплену ракету | —                                                             |
| 04.08.2023 | Феодосія                            | не встановлено                    | зафіксовано вибухи, заявлено про атаку на нафтове сховище                                                                              | —                                                             |
| 06.08.2023 | межа Херсонської області та АР Крим | ракета Storm Shadow               | відомо про ракетні удари по мостах в Чонгарі та Генічеську                                                                             | —                                                             |
| 10.08.2023 | Севастополь                         | БпЛА                              | заявлено про спробу атаки БпЛА | —                                                             |
| 12.08.2023 | Новоозерне                          | БпЛА                              | відомо про атаку БпЛА | —                                                             |
| 12.08.2023 | Керченська протока                  | ракета 5В28                       | заявлено про спробу атакувати міст через Керченську протоку                                                                            | —                                                             |
| 19.08.2023 | АР Крим                             | ракета 5В28                       | відомо про ракетні атаки з комплексу С-200                                                                                             |                                                               |
| 23.08.2023 | Оленівка                            | ракетний удар                     | відомо про знищення двох пускових установок 5П85СМ2-01 комплексу С-400 «Тріумф» росіян в Криму                                         | 2х 5П85СМ2-01                                                 |
| 24.08.2023 | мис Тарханкут                       | рейд                              | на мисі Тарханкут в окупованому Криму вранці 24 серпня відбулась висадка спецпризначенців ГУР МО України                               | —                                                             |
| 30.08.2023 | Феодосія                            | БпЛА                              | відомо про атаку БпЛА | —                                                             |
| 13.09.2023 | Севастополь                         | Storm Shadow                      | внаслідок ракетного удару на Севморзавод було знищено ВДК «Мінськ» та підводний човен «Ростов-на-Дону»                                 | 4+ загиблих, 26+ поранено                                     |
| 14.09.2023 | Євпаторія                           | Р-360 «Нептун»/БпЛА               | ураження комплексу С-400 «Тріумф» російської військової бази протиповітряної оборони (до окупації — в/ч А-0879 40 РТБр)                | —                                                             |
| 17.09.2023 | Севастополь                         | БпЛА                              | заявлено про спробу атаки БпЛА на початку доби 17 вересня                                                                              | —                                                             |
| 17.09.2023 | Севастополь                         | БпЛА                              | відомо про вибухи в місті увечері 17 вересня                                                                                           | —                                                             |
| 20.09.2023 | Севастополь                         | Storm Shadow                      | відомо про атаку по військовій інфраструктурі                                                                                          | —                                                             |
| 21.09.2023 | Саки                                | БпЛА                              | заявлено про атаку на військову інфраструктуру                                                                                         | —                                                             |
| 21.09.2023 | АР Крим                             | БпЛА                              | відомо про атаки БпЛА | —                                                             |
| 21.09.2023 | Севастополь                         | ракетний удар                     | відомо про ракетну атаку | —                                                             |
| 22.09.2023 | Севастополь                         | Storm Shadow                      | було завдано ракетного удару по штабу Чорноморського флоту РФ                                                                          | —                                                             |
| 07.10.2023 | Джанкой                             | ракетний удар                     | не встановлено | —                                                             |
| 08.10.2023 | АР Крим                             | обстріл                           | відомо про щонайменше одного ліквідованого російського військового до 08.10.23                                                         | 1 загиблий                                                    |
| 14.10.2023 | Севастополь                         | БпЛА                              | відомо про пошкодження патрульного корабля «Павел Державин»                                                                            | —                                                             |
| 14.10.2023 | Севастополь                         | БпЛА                              | відомо про пошкодження буксира «Николай Муру»                                                                                          | —                                                             |
| 18.10.2023 | Севастополь                         | ракета                            | ракетний удар по території складу озброєння ЧФ РФ                                                                                      | —                                                             |
| 30.10.2023 | Оленівка                            | MGM-140A                          | відомо про атаку засобів ППО | поранені                                                      |
| 30.10.2023 | Севастополь                         | БпЛА                              | відомо про атаки БпЛА та ракет | —                                                             |
| 30.10.2023 | Севастополь                         | ракетний удар                     | відомо про атаки БпЛА та ракет | —                                                             |
| 01.11.2023 | Севастополь                         | ракетний удар                     | російською стороною заявлено про ракетну атаку                                                                                         | —                                                             |
| 02.11.2023 | АР Крим                             | БпЛА                              | відомо про атаки БпЛА | —                                                             |
| 02.11.2023 | Джанкой                             | ракетний удар                     | не встановлено | —                                                             |
| 04.11.2023 | Керч                                | EG Scalp                          | відомо про влучання у ракетний корабель проєкту 22800 «Аскольд»                                                                        | —                                                             |
| 04.11.2023 | Керч                                | EG Scalp                          | відомо про влучання у Суднобудівний завод «Залів»                                                                                      | —                                                             |
| 05.11.2023 | Джанкой р-н                         | не встановлено                    | відомо про спробу детонації залізниці                                                                                                  | —                                                             |
| 07.11.2023 | АР Крим                             | БпЛА                              | відомо про атаки БпЛА | —                                                             |
| 10.11.2023 | Чорноморське                        | ракетний удар                     | відомо про влучання ракет у казарми | —                                                             |
| 10.11.2023 | Вузька бухта, Чорноморське          | безпілотний надводний апарат      | задокументовано ураження транспортно-десантного катера проєкту 11770 «Серна» із завантаженим БТР-82А та командиром катера              | 1+ загиблий                                                   |
| 10.11.2023 | Вузька бухта, Чорноморське          | безпілотний надводний апарат      | задокументовано ураження десантний катер проєкту 1176 «Акула»                                                                          | —                                                             |
| 22.11.2023 | Севастополь                         | БпЛА                              | заявлено про спробу атаки БпЛА | —                                                             |
| 22.11.2023 | Новоозерне                          | БпЛА                              | заявлено про спробу атаки БпЛА | —                                                             |
| 24.11.2023 | Джанкой                             | БпЛА                              | відомо про атаки БпЛА | —                                                             |
| 26.11.2023 | АР Крим                             | ракета 5В28                       | не встановлено | —                                                             |
| 02.12.2023 | АР Крим                             | ракета 5В28                       | не встановлено | —                                                             |
| 05.12.2023 | північ АР Крим                      | БпЛА                              | заявлено про атаку на стоянку гелікоптерів, РЛС П-18 «Терек» та систему управління зенітно-ракетних підрозділів «Байкал-1М»            | —                                                             |
| 05.12.2023 | Багерове                            | БпЛА                              | заявлено про атаку на радіолокаційну систему «Небо-М»                                                                                  | —                                                             |
| 05.12.2023 | Феодосія                            | БпЛА                              | відомо про атаку на нафтобазу «Морський нафтовий термінал» в окупованій Феодосії                                                       | —                                                             |
| 11.12.2023 | Феодосія                            | рейд, пожежа                      | відомо що в окупованій Феодосії партизани пробралися на територію штурмового полку РФ                                                  | —                                                             |
| 15.12.2023 | АР Крим                             | БпЛА                              | відомо про атаки БпЛА | —                                                             |
| 20.12.2023 | Сонячногірське                      | Storm Shadow                      | удар по території в/ч 28735 ПУ ФСБ, розташованій у селі Сонячногірське та удар по Центру далекого космічного зв'язку в селі Вітине     | —                                                             |
| 20.12.2023 | Вітине                              | Storm Shadow                      | удар по території в/ч 28735 ПУ ФСБ, розташованій у селі Сонячногірське та удар по Центру далекого космічного зв'язку в селі Вітине     | —                                                             |
| 26.12.2023 | Феодосія                            | ракетний удар                     | повністю знищений ВДК проєкту 775 «Новочеркаськ»                                                                                       | —                                                             |
|            |                                     |                                   | |                                                               |
| 03.01.2024 | Севастополь                         | ракетний удар                     | російською владою заявлено про ракетну атаку                                                                                           | —                                                             |
| 04.01.2024 | Севастополь                         | БпЛА/ракетний удар                | відомо про атаку на території військової частини (в/ч 03121) 31-ї дивізії ППО, заявлено про удар по командному пункту                  | —                                                             |
| 04.01.2024 | Євпаторія                           | БпЛА/ракетний удар                | російською владою заявлено про БпЛА/ракетну атаку, відомо про вибухи                                                                   | —                                                             |
| 04.01.2024 | Уютне                               | БпЛА/ракетний удар                | російською владою заявлено про БпЛА/ракетну атаку, відомо про вибухи                                                                   | —                                                             |
| 04.01.2024 | Первомайське                        | —                                 | українським командуванням заявлено про влучання у склади боєприпасів                                                                   | —                                                             |
| 05.01.2024 | Новофедорівка                       | Storm Shadow                      | відомо про ураження підземний командний пункту і вузла зв'язку аеродрому Саки                                                          | загиблі                                                       |
| 06.01.2024 | АР Крим                             | ракетний удар                     | російською владою заявлено про ракетну атаку                                                                                           | —                                                             |
| 06.01.2024 | Гришине                             | Storm Shadow                      | українським командуванням заявлено про влучання у склади боєприпасів                                                                   | —                                                             |
| 11.01.2024 | Євпаторія                           | рейд                              | 11.01.24 стало відомо що партизанський рух АТЕШ провів розвідку на аеродромі в Євпаторії, де окупанти ремонтують літаки                | —                                                             |
| 17.01.2024 | Саки                                | —                                 | відомо про атаку БпЛА чи ракет | —                                                             |
| 17.01.2024 | Севастополь                         | —                                 | відомо про атаку БпЛА чи ракет | —                                                             |
| 21.01.2024 | Севастополь                         | —                                 | відомо про вибухи та ймовірну атаку БпЛА чи ракет                                                                                      | —                                                             |
| 30.01.2024 | Роздольне                           | ракетний удар                     | ЗСУ заявлено про ураження РЛС російської системи протиповітряної оборони в районі селища Роздольне                                     | —                                                             |
| 30.01.2024 | АР Крим                             | БпЛА                              | відомо про атаку БпЛА | —                                                             |
| 31.01.2024 | Севастополь                         | БпЛА                              | відомо про атаку БпЛА | —                                                             |
| 31.01.2024 | Бельбек                             | Storm Shadow                      | відомо про ракетний удар і вибухи на території військового аеродрому Бельбек у Криму                                                   | —                                                             |
| 31.01.2024 | Джанкой                             | —                                 | відомо про вибухи та атаку БпЛА чи ракет                                                                                               | —                                                             |
| 01.02.2024 | Донузлав                            | безпілотний надводний апарат      | знищено ракетний катер проєкту 12411 «Івановєц»                                                                                        | —                                                             |
| 01.03.2024 | аеродром Гвардійське                | —                                 | на аеродромі пролунав потужний вибух, після чого жителі сусідніх селищ помітили дим, який почав здійматися з території авіабази        | —                                                             |
| 01.03.2024 | Севастополь                         | —                                 | відомо про вибухи та атаку БпЛА чи ракет                                                                                               | —                                                             |
| 03.03.2024 | Феодосія                            | ракетний удар/БпЛА                | внаслідок атаки пошкоджені магістральний трубопровід на нафтобазі, дорожнє полотно на трасі «Таврида», будинки і автомобілі            | —                                                             |
| 24.03.2024 | Гвардійське                         | SCALP EG                          | атака на нафтобазу | —                                                             |
| 24.03.2024 | Севастополь                         | SCALP EG                          | вузол зв’язку ЧФ РФ | —                                                             |
| 24.03.2024 | Севастополь                         | SCALP EG                          | інфраструктура ЧФ РФ | —                                                             |
| 02.04.2024 | Севастополь                         | рейд                              | 02.04.2024 в окупованому Севастополі фахівці ГУР МО підірвали електропідстанцію                                                        | —                                                             |
| 09.04.2024 | АР Крим                             | ракетний удар                     | російською владою заявлено про ракетний удар                                                                                           | —                                                             |
| 10.04.2024 | АР Крим                             | —                                 | російська влада офіційно визнала інцидент та заявила про втрату Мі-24 в окупованому Криму                                              | Мі-24, загиблі                                                |
| 17.04.2024 | Джанкой                             | ракетний удар                     | неподалік військового аеродрому окупантів у Джанкої ракети уразили російські об’єкти                                                   | —                                                             |
| 21.04.2024 | Севастополь                         | ракетний удар/БпЛА                | удар по бухті, внаслідок чого було уражено морське допоміжне судно «Коммуна»                                                           | —                                                             |
| 24.04.2024 | Сімферополь                         | —                                 | відомо про пожежу залізничних цистерн                                                                                                  | 1 загиблий, 2+ поранено                                       |
| 28.04.2024 | Джанкой                             | ракетний удар/БпЛА                | відомо про ймовірний удар ракетами чи безпілотниками та вибухи                                                                         | —                                                             |
| 30.04.2024 | Джанкой                             | MGM-140A                          | у ніч на вівторок 30 квітня були атаковані засоби ППО та РЛС у щонайменше чотирьох місцях                                              | поранені                                                      |
| 30.04.2024 | Донське                             | MGM-140A                          | у ніч на вівторок 30 квітня були атаковані засоби ППО та РЛС у щонайменше чотирьох місцях                                              | поранені                                                      |
| 30.04.2024 | Сакський р-н                        | MGM-140A                          | у ніч на вівторок 30 квітня були атаковані засоби ППО та РЛС у щонайменше чотирьох місцях                                              | поранені                                                      |
| 30.04.2024 | Чорноморське                        | MGM-140A                          | у ніч на вівторок 30 квітня були атаковані засоби ППО та РЛС у щонайменше чотирьох місцях                                              | поранені                                                      |
| 04.05.2024 | Сусанінське                         | MGM-140A                          | відомо про удар по позиціях ОТРК Іскандер, наслідки влучань підтверджені супутниковими знімками                                        | невідомо                                                      |
| 06.05.2024 | Вузька бухта                        | MAGURA V5                         | український морський дрон Magura V5 знищив російський швидкісний катер у тимчасово окупованому Криму                                   | —                                                             |
| 13.05.2024 | Ай-Петрі                            | ракетний удар                     | відомо про атаку на російську військову базу на горі Ай-Петрі внаслідок ракетного удару та постраждалих і загиблих військових          | загиблі і поранені                                            |
| 15.05.2024 | Севастополь                         | MGM-140A                          | в результаті двох атак на аеродром Бельбек відомо про знищення інфраструктури та літаків                                               | 1+ загиблий, поранені                                         |
| 17.05.2024 | Севастополь                         | БпЛА                              | окупований Севастополь частково знеструмлений після нічної атаки дронів, у місті було пошкоджено електропідстанцію                     | —                                                             |
| 19.05.2024 | Севастополь                         | MGM-140A                          | в результаті ракетного удару був уражений малий ракетний корабель проєкту 22800 «Циклон»                                               | невідомо                                                      |
| 19.05.2024 | Євпаторія                           | ракетний удар/БпЛА                | відомо про ймовірний удар безпілотниками чи ракетами по військових об'єктах в АР Крим                                                  | —                                                             |
| 19.05.2024 | Перевальне                          | ракетний удар/БпЛА                | відомо про ймовірний удар безпілотниками чи ракетами по військових об'єктах в АР Крим                                                  | —                                                             |
| 19.05.2024 | Саки                                | ракетний удар/БпЛА                | відомо про ймовірний удар безпілотниками чи ракетами по військових об'єктах в АР Крим                                                  | —                                                             |
| 23.05.2024 | Семидвірʼя                          | MGM-140A                          | було завдано ракетного удару по об'єктах військової інфраструктури, ймовірно по вузлу зв’язку в/ч 28735 у селі Сонячногірське          | —                                                             |
| 29.05.2024 | Армянськ                            | БпЛА                              | було заявлено про ураження дронами СБУ комплекс дального радіолокаційного виявлення «Небо-СВУ» в тимчасово окупованому Криму           | —                                                             |
| 30.05.2024 | Вузька бухта                        | MAGURA V5                         | надводними безпілотними апаратами укражено два швидкісних транспортно-десантних катери КС-701 «Тунець», ймовірно ще 2 пошкоджено       | невідомо                                                      |
| 30.05.2024 | Керч                                | ракетний удар                     | внаслідок ракетного удару в районі мосту через Керченську протоку були пошкоджені два пороми і один лоцманський катер                  | 5 поранено                                                    |
| 06.06.2024 | Панську озеро                       | безпілотний надводний апарат      | українські військові знищили російське морське судно біля берегів Панського озера                                                      | —                                                             |
| 07.06.2024 | Мисове                              | БпЛА                              | під час нічної атаки ударних дронів по військових об’єктах у тимчасово окупованому Криму були уражені дві радіолокаційні станції ЗС РФ | —                                                             |
| 08.06.2024 | Севастополь                         | безпілотний надводний апарат      | за повідомленням окупаційної влади, у бухті Севастополя морський дрон атакував об’єкти росіян                                          | —                                                             |
| 10.06.2024 | Велике                              | ракетний удар/БпЛА                | відомо про ракетний удар по позиціях комплексу ППО С-300                                                                               | засоби ППО                                                    |
| 10.06.2024 | Рубинівка                           | ракетний удар/БпЛА                | відомо про ракетний удар по позиціях комплексу ППО С-400 та інших                                                                      | засоби ППО                                                    |
| 10.06.2024 | Чорноморське                        | ракетний удар/БпЛА                | відомо про ракетний удар по засобах ППО                                                                                                | засоби ППО                                                    |
| 12.06.2024 | Севастополь                         | ракетний удар/БпЛА                | окупаційна влада Севастополя повідомила про ракетну атаку, також відомо про ураження засобів ППО                                       | —                                                             |
| 12.06.2024 | Верхньосадове                       | ракетний удар/БпЛА                | атака по позиції ЗРК С-400 | засоби ППО                                                    |
| 24.06.2024 | Севастополь                         | MGM-140A                          | ймовірна атака на засоби ППО поруч із пляжем                                                                                           | 4 загиблих, 150+ поранено                                     |
| 24.06.2024 | Вітине                              | ракетний удар/БпЛА                | відомо про атаку на 40-й окремий командно-вимірювальний комплекс (в/ч 81415)                                                           | —                                                             |
| 01.07.2024 | Севастополь                         | ракетний удар                     | відомо про ракетний удар по військових об'єктах у Балаклаві та Севастополі                                                             | —                                                             |
| 05.07.2024 | АР Крим                             | ракетний удар                     | заявлено про удар по засобах комплексу ППО С-500                                                                                       | засоби ППО                                                    |
| 07.07.2024 | Алушта                              | ракетний удар/БпЛА                | відомо про пожежу на газорозподільному вузлі та вибухи                                                                                 | —                                                             |
| 10.07.2024 | АР Крим                             | не встановлено                    | відомо про загибель щонайменше одного бійця російського спецназу у бою 10 липня на території АР Крим                                   | 1 загиблий                                                    |
| 15.07.2024 | Севастополь                         | БпЛА                              | відомо про атаку безпілотників | —                                                             |
| 18.07.2024 | Донузлав                            | БпЛА                              | СБУ атакувала морськими та повітряними дронами російську базу берегової охорони на озері Донузлав, відомо про знищення катера          | КС-701 «Тунець»                                               |
| 21.07.2024 | Новостепове                         | MGM-140A                          | відомо про ракетну атаку по військовій базі під Джанкоєм де ремотувалася військова техніка                                             | —                                                             |
| 26.07.2024 | Шовковичне                          | MGM-140A                          | відомо про ракетну атаку по місцю дислокації російських засобів ППО                                                                    | загиблі і поранені                                            |
| 26.07.2024 | Новофедорівка                       | MGM-140A                          | сталися вибухи і пожежа в районі російського військового аеродрому «Саки» біля селища Новофедорівка                                    | 2х Су-30                                                      |
| 02.08.2024 | Севастополь                         | MGM-140A                          | відомо про ракетну атаку по засобах ППО                                                                                                | —                                                             |
| 02.08.2024 | Севастополь                         | MGM-140A                          | відомо про ракетний удар по підводному човну Б-237 «Ростов-на-Дону»                                                                    | —                                                             |
| 09.08.2024 | Чорноморське                        | MAGURA V5                         | ГУР провело операцію з ураження російського катера КС-701 «Тунець» поблизу населеного пункту Чорноморське                              | КС-701 «Тунець»                                               |
| 16.08.2024 | Керч                                | ракетний удар/БпЛА                | відомо про вибухи в Керчі що могли бути спричинені атаками на поромну переправу та катер вночі та вранці 16 серпня                     | —                                                             |
| 16.08.2024 | Керч                                | ракетний удар/БпЛА                | відомо про повторні вибухи і ймовірну атаку в Керчі наприкінці доби 16 серпня                                                          | —                                                             |
| 07.10.2024 | Феодосія                            | БпЛА                              | була атакована найбільша нафтобаза окупованого Криму, виникла масштабна пожежа резервуарів                                             | —                                                             |
| 23.10.2024 | Оленівка                            | БпЛА                              | безпілотники атакували мобільний пункт 31-ї дивізії ППО, знищили російську радіолокаційну станцію 48Я6-К1 «Подлет»                     | —                                                             |
| 27.10.2024 | Русаківка                           | MGM-140A                          | ймовірне ураження засобів ЗРК С-300/С-400                                                                                              | —                                                             |
| 28.11.2024 | Бюйтен                              | ракетний удар/БпЛА                | заявлено про знищення російського радіолокаційного комплексу 48Я6-К1 «Подлет»                                                          | —                                                             |
| 29.11.2024 | Курганне                            | ракетний удар/БпЛА                | уражено невстановлений ЗРК | —                                                             |
| 12.12.2024 | Севастополь                         | ракетний удар/БпЛА                | окупаційною владою заявлено про ймовірну атаку                                                                                         | —                                                             |
| 31.12.2024 | Севастополь                         | БпЛА                              | унаслідок атаки ударних БпЛА знищено російський зенітно-ракетний комплекс «Тор»                                                        | ЗРК 9К330 «Тор»                                               |
|            |                                     |                                   | |                                                               |
| 25.02.2025 | Оленівка                            | БпЛА                              | заявлено про атаку по засобах ППО | 39Н6 «Каста 2Е2»                                              |
| 25.02.2025 | мис Тарханкут                       | БпЛА                              | відомо про уражено РЛС 48Я6-К1 «Подльот» та ЗРГК «Панцирь-С1»                                                                          | 48Я6-К1 «Подльот», ЗРГК «Панцирь-С1»                          |
| 06.03.2025 | мис Чауда                           | —                                 | відомо про вибухи на полігоні Чауда, звідки запускали безпілотники                                                                     | —                                                             |
| 07.03.2025 | Севастополь                         | БпЛА                              | відомо про атаки безпілотників | —                                                             |
| 19.03.2025 | АР Крим                             | БпЛА                              | безпілотники ГУР завдали масованого удару по російських РЛС та ЗРК у Криму                                                             | —                                                             |
| 25.03.2025 | АР Крим                             | БпЛА                              | російською владою заявлено про атаку газосховища у Криму                                                                               | —                                                             |
| 01.04.2025 | Новоозерне                          | БпЛА                              | дрони ГУР уразили ЗРК «Тор-М2» | ЗРК «Тор-М2»                                                  |
| 01.04.2025 | АР Крим                             | БпЛА                              | дрони уразили 2 катери проєкту 02510 «БК-16» та катер проєкту 03160 «Раптор»                                                           | три катери з екіпажем                                         |
| 03.04.2025 | Севастополь                         | —                                 | відомо про атаку на російську військову інфраструктуру                                                                                 | —                                                             |
| 21.04.2025 | АР Крим                             | БпЛА                              | повідомляється про знищення РЛС П-18-2 та машини забезпечення                                                                          | РЛС П-18-2                                                    |
| 22.04.2025 | АР Крим                             | БпЛА                              | повідомляється про знищення ЗРК «Тор»                                                                                                  | ЗРК 9К330 «Тор»                                               |
| 23.04.2025 | АР Крим                             | БпЛА                              | повідомляється про знищення радіолокаційної станції СТ-68УМ                                                                            | РЛС СТ-68УМ                                                   |
| 24.04.2025 | АР Крим                             | БпЛА                              | повідомляється про масовану атаку БпЛА                                                                                                 | —                                                             |
| 25.04.2025 | Саки                                | БпЛА                              | пошкодження радіолокаційної станції 91Н6 зі складу комплексу ППО С-400                                                                 | —                                                             |
| 01.05.2025 | АР Крим                             | БпЛА                              | уражено РЛС СТ-68, РЛС 9С15 «Обзор-3», станцію 9С32 «Имбирь», ПУ С-300В                                                                | уражено засоби ППО                                            |
| 01.05.2025 | Новофедорівка                       | БпЛА                              | відомо про знищення російського розвідувально-ударного безпілотника «Оріон»                                                            | БпЛА «Оріон»                                                  |
| 02.05.2025 | аеродром Гвардійське                | БпЛА                              | заявлено про масштабний наліт дронів, унаслідок якого було знищено та пошкоджено військові об'єкти                                     | —                                                             |
| 02.05.2025 | Новофедорівка                       | БпЛА                              | заявлено про масштабний наліт дронів, унаслідок якого було знищено та пошкоджено військові об'єкти                                     | —                                                             |
| 02.05.2025 | Севастополь                         | БпЛА                              | заявлено про масштабний наліт дронів, унаслідок якого було знищено та пошкоджено військові об'єкти                                     | —                                                             |
| 03.05.2025 | АР Крим                             | БпЛА                              | заявлено про масштабну атаку безпілотниками                                                                                            | —                                                             |
| 16.05.2025 | Перевальне                          | БпЛА                              | уражений склад боєприпасів 126-ї окремої гвардійської бригади берегової оборони                                                        | —                                                             |
| 29.05.2025 | АР Крим                             | БпЛА                              | відомо про атаки безпілотників | —                                                             |
| 03.06.2025 | Керченська протока                  | безпілотний підводний апарат      | СБУ підірвала опори Кримського мосту                                                                                                   | —                                                             |
| 03.06.2025 | АР Крим                             | БпЛА                              | відомо про атаки безпілотників | —                                                             |
| 08.06.2025 | АР Крим                             | БпЛА                              | відомо про масовану атаку українських безпілотників                                                                                    | —                                                             |
| 10.06.2025 | АР Крим                             | БпЛА                              | відомо про масовану атаку українських безпілотників                                                                                    | —                                                             |
| 12.06.2025 | АР Крим                             | БпЛА                              | відомо про атаки безпілотників | —                                                             |
| 13.06.2025 | Севастополь                         | БпЛА                              | відомо про атаки безпілотників | —                                                             |
| 13.06.2025 | АР Крим                             | БпЛА                              | відомо про атаки безпілотників | —                                                             |
| 19.06.2025 | АР Крим                             | БпЛА                              | відомо про атаку українських безпілотників                                                                                             | —                                                             |
| 24.06.2025 | АР Крим                             | —                                 | відомо про атаку на пункт дислокації російського військового підрозділу                                                                | —                                                             |
| 25.06.2025 | Джанкой                             | БпЛА                              | відомо про атаку військового аеродрому                                                                                                 | —                                                             |
| 26.06.2025 | АР Крим                             | БпЛА                              | відомо про атаку українських безпілотників                                                                                             | —                                                             |
| 26.06.2025 | АР Крим                             | БпЛА                              | 26 червня було опубліковане знищення російських засобів ППО, зокрема С-400                                                             | 92Н2Е, 91Н6Е, ПУ С-400                                        |
| 27.06.2025 | АР Крим                             | БпЛА                              | відомо про атаки безпілотників | —                                                             |
| 28.06.2025 | Кіровське                           | БпЛА                              | дрони долетіли до аеродрому «Кіровське» та уразили там кілька об’єктів                                                                 | 3 гелікоптери (1 Мі-28, 1 Мі-26 та 1 Мі-8), ЗРГК «Панцирь-С1» |
| 28.06.2025 | АР Крим                             | БпЛА                              | відомо про атаки безпілотників | —                                                             |
| 29.06.2025 | АР Крим                             | БпЛА                              | відомо про атаки безпілотників | —                                                             |
| 30.06.2025 | АР Крим                             | БпЛА                              | відомо про атаки безпілотників | —                                                             |
| 01.07.2025 | АР Крим                             | БпЛА                              | відомо про атаки безпілотників | —                                                             |
| 01.07.2025 | АР Крим                             | БпЛА                              | дрони уразили ворожий ЗРГК «Панцирь-С1», а також вибили радари «Ниобий-СВ», «Печора-3» та «Противник-ГЕ»                               | уражено Су-30, засоби РЛС                                     |
| 03.07.2025 | мис Тарханкут                       | БпЛА                              | ураження РЛМ-М зі складу 1Л119 «Небо-СВУ», РЛМ-Д зі складу станції 59H6-E «Противник-ГЕ» та пункт управління комплексом КУ-РЛК         | уражено засоби РЛС                                            |
| 06.07.2025 | АР Крим                             | БпЛА                              | відомо про атаки безпілотників | —                                                             |
| 11.07.2025 | АР Крим                             | БпЛА                              | відомо про масовану атаку українських безпілотників                                                                                    | —                                                             |
| 17.07.2025 | АР Крим                             | БпЛА                              | відомо про атаки безпілотників | —                                                             |
| 18.07.2025 | АР Крим                             | БпЛА                              | відомо про атаки безпілотників | —                                                             |
| 26.07.2025 | АР Крим                             | БпЛА                              | відомо про атаки безпілотників | —                                                             |
| 27.07.2025 | АР Крим                             | БпЛА                              | відомо про атаки безпілотників | —                                                             |
| 30.07.2025 | АР Крим                             | БпЛА                              | відомо про атаки безпілотників та вибухи                                                                                               | —                                                             |
| 02.08.2025 | Феодосія                            | БпЛА                              | Сили оборони України уразили РЛС | —                                                             |
| 03.08.2025 | АР Крим                             | БпЛА                              | відомо про атаки безпілотників | —                                                             |
| 06.08.2025 | Хуторок                             | БпЛА                              | атака на ймовірну позицію ППО | —                                                             |
| 07.08.2025 | АР Крим                             | БпЛА                              | відомо про атаки безпілотників | —                                                             |
| 07.08.2025 | АР Крим                             | БпЛА                              | безпілотники ГУР знищили десантний катер та засоби ППО росіян                                                                          | РЛС «Єнісєй», «Нєбо-СВУ», «Подльот К-1»                       |
| 08.08.2025 | АР Крим                             | БпЛА                              | відомо про атаки безпілотників | —                                                             |
| 09.08.2025 | Абрикосівка                         | —                                 | ССО знищили стаціонарний трасовий радіолокаційний комплекс                                                                             | ТРЛК-10 «Скала-М»                                             |
| 10.08.2025 | АР Крим                             | БпЛА                              | відомо про атаки безпілотників | —                                                             |
| 13.08.2025 | АР Крим                             | БпЛА                              | відомо про атаки безпілотників та вибухи                                                                                               | —                                                             |
| 19.08.2025 | АР Крим                             | БпЛА                              | відомо про атаки безпілотників | —                                                             |

### Атаки у Чорному та Азовському морях
| дата       | місце                                                 | інцидент | жертви                    |
| ---------- | ----------------------------------------------------- | --- | ------------------------- |
| 14.04.2022 | Чорне море, на захід від острова Зміїного             | відбулося знищення ракетного крейсера «Москва» внаслідок атаки двома ракетами «Нептун» берегового ракетного комплексу РК-360МЦ «Нептун» ВМС ЗСУ                  | 37+ загиблих              |
| 02.05.2022 | острів Зміїний                                        | задокументовано знищення патрульно-десантного катера «Раптор» | —                         |
| 02.05.2022 | острів Зміїний                                        | задокументовано знищення швидкісного транспортно-десантного катеру проєкту 02510 «БК-16»                                                                         | —                         |
| 07.05.2022 | острів Зміїний                                        | задокументовано знищення патрульно-десантного катера «Раптор» | —                         |
| 07.05.2022 | острів Зміїний                                        | задокументовано знищення патрульно-десантного катера «Раптор» | —                         |
| 07.05.2022 | острів Зміїний                                        | задокументовано знищення десантного катеру проєкту 11770 «Серна»                                                                                                 | —                         |
| 17.06.2022 | Чорне море, на захід від острова Зміїного             | відбулося знищення рятівного буксирного судна «Рятувальник Василь Бех» проєкту 22870 ЧФ РФ внаслідок атаки ракетою Гарпун                                        | 2+ загиблих               |
| 20.06.2022 | Чорне море                                            | відбулося ураження захопленої у 2014 росіянами самопідіймальної бурової установки «Петро Годованець» ракетою Гарпун                                              | —                         |
| 20.06.2022 | Чорне море                                            | відбулося ураження захопленої у 2014 росіянами самопідіймальної бурової установки «Україна» ракетою Гарпун                                                       | —                         |
| 01.08.2023 | Чорне море                                            | відомо про перехоплення українськими силами розмови екіпажу Ка-29 про евакуацію російських моряків у Чорному морі, йшлося про 1 загиблого та 5 поранених         | 1+ загиблий, 5+ поранених |
| 05.08.2023 | Чорне море, біля Керченської протоки                  | відомо про атаку нафтоналивного танкера-хімовоза проєкту 52 Сиг                                                                                                  | —                         |
| 11.09.2023 | Чорне море                                            | самопідіймальні бурові установки «Петро Годованець», «Україна», «Таврида» та «Сиваш», захоплені Росією у 2014 році, силами ГУР МО повернуті під контроль України | —                         |
| 14.01.2024 | Азовське море                                         | знищення російського літака А-50У | до 12 загиблих            |
| 06.02.2024 | Чорне море                                            | у межах операції ССО вночі знищили радіолокаційну станцію та обладнання росіян на одній із видобувних платформ біля узбережжя тимчасово окупованого Криму        | —                         |
| 09.02.2024 | Чорне море                                            | заявлено про атаку на російський вантажний корабель безпілотними надводними апаратами у південно-західній акваторії Чорного моря                                 | —                         |
| 14.02.2024 | Чорне море, біля Алупки                               | відбулося знищення російського десантного корабля проєкту 775 «Цезар Куніков»                                                                                    | —                         |
| 05.03.2024 | Чорне море, біля Керченської протоки                  | відбулося знищення російського корабля «Сергій Котов» неподалік Керченської протоки                                                                              | —                         |
| 24.06.2024 | Чорне море                                            | The Wall Street Journal з посиланням на джерела в СБУ повідомило що чотири російські кораблі зазнали ушкоджень через дистанційне мінування з українських дронів  | —                         |
| 23.07.2024 | Керченська протока                                    | дрони уразили залізничний пором «Славянін» який обслуговував маршрут через Керченську протоку                                                                    | загиблі і поранені        |
| 10.08.2024 | Чорне море                                            | відбулося ураження захопленою у 2014 росіянами самопідіймальної бурової установки розміщеної з координатами 45.258880,31.671170                                  | —                         |
| 11.09.2024 | Чорне море, самопідіймальна бурова установка «Крим-2» | під час операції в акваторії Чорного моря воїни спецпідрозділу ГУР МО України знищили російський бойовий літак Су-30СМ влучанням з ПЗРК                          | Су-30                     |
| 07.12.2024 | Чорне море                                            | морські дрони атакували газові вишки біля Криму | —                         |
| 09.12.2024 | Керченська протока                                    | морські дрони з кулеметами атакували авіацію РФ біля Керчі | —                         |
| 19.05.2025 | Чорне море                                            | дрони атакували газові платформи Росії в Чорному морі | —                         |
| 06.06.2025 | Чорне море                                            | відомо про ураження захопленої у 2014 росіянами самопідіймальної бурової установки «Петро Годованець»                                                            | —                         |

### Інші інциденти
| дата       | місце                 | інцидент | жертви            |
| ---------- | --------------------- | --- | ----------------- |
| 09.09.2022 | АР Крим               | Су-25СМ розбився внаслідок технічної несправності                                                                   | —                 |
| 11.09.2022 | північ АР Крим        | відомо про падіння бомбардувальника Су-34 в Криму, пілоти катапультувалися                                          | —                 |
| 01.10.2022 | аеропорт Бельбек      | МіГ-31К під час вильоту викотився за злітно-посадкову смугу та вибухнув                                             | 1 загиблий пілот  |
| 10.10.2022 | Новостепове           | випадковий постріл з танку під час ремонту                                                                          | 1 поранена        |
| 31.08.2022 | Красногвардійське     | зафіксовано масштабну пожежу                                                                                        | —                 |
| 12.05.2023 | Світле                | гелікоптер Мі-28 розбився за незʼясованих обставин під час польоту                                                  | 2 загиблих пілоти |
| 17.05.2023 | Вулканівка            | відомо про помилкове падіння ракети «Калібр»                                                                        | —                 |
| 08.08.2023 | Джанкойський р-н      | відомо про вибухи                                                                                                   | —                 |
| 09.08.2023 | Севастополь           | відомо про пожежу біля Севастопольської бухти                                                                       | —                 |
| 09.09.2023 | Сімферополь           | відомо про пожежу на території комплексу військових частин (в/ч 73954 та в/ч 83526 окупаційної армії)               | —                 |
| 22.09.2023 | Бахчисарай            | вибух і пожежа на території військової частини                                                                      | —                 |
| 25.09.2023 | Севастополь           | відомо про потужний вибух                                                                                           | —                 |
| 22.11.2023 | АР Крим               | на узбережжі Криму, начебто, було виявлено український неушкоджений морський дрон MAGURA V5                         | —                 |
| 29.11.2023 | Севастополь           | відомо про потужний вибух, внаслідок чого відбулися аварійні відключення світла                                     | —                 |
| 21.12.2023 | Керч                  | відомо про вибухи                                                                                                   | —                 |
| 22.12.2023 | Армянськ              | відомо про вибухи                                                                                                   | —                 |
| 19.01.2024 | Севастополь           | стало відомо що затонув сторожовий корабель «Циклон»                                                                | ~ 8 загиблих      |
| 31.05.2024 | Алушта                | російські ЗМІ заявили, що 40-річний житель Алушти напав на двох російських військових і зарізав їх                  | 2 загиблих        |
| 04.07.2024 | мис Айя               | відомо про ймовірну атаку на військовий об'єкт                                                                      | —                 |
| 30.07.2024 | Керч                  | відомо про пожежі в окупованому місті Керч 30 липня, зокрема на підстанції 110 кВ                                   | —                 |
| 06.08.2024 | аеродром «Октябрське» | зʼявилися повідомлення про вибухи на складі, що розташований між селищами Широке і Ленінське                        | —                 |
| 09.08.2024 | Керч                  | 9 серпня стало відомо що анексована Росією Керч частково знеструмлена через аварію                                  | —                 |
| 11.08.2024 | Євпаторія             | місто залишилися 11 серпня без електроенергії через аварійну ситуацію                                               | —                 |
| 27.11.2024 | Севастополь           | у місті сталися вибухи, після чого було оголошення повітряної тривоги на території тимчасово окупованого півострова | —                 |
| 15.12.2024 | Керченська протока    | катастрофа двох танкерів «Волґонєфть-212» та «Волґонєфть-239» із витоком понад 4 300 тонн мазуту                    | —                 |
| 04.03.2025 | Євпаторія             | на Євпаторійському шосе у місті Саки горів російський пошуковий радар 96Л6Е                                         | —                 |
| 01.08.2025 | Севастополь           | відомо про пожежу біля залізничної станції «Інкерман-2»                                                             | —                 |

## Переліки за містом
- Вибухи в Євпаторії
- Вибухи в Севастополі
- Вибухи в Сімферополі
- Вибухи в Ялті